# Курляндське повстання
Курля́ндське повста́ння (пол. Powstanie kurlandzkie; латис. Kurzemes sacelšanās) — бойові дії між польськими та російським військами 25 червня — 12 серпня 1794 р. на території герцогства Курляндії і Семигалії під час повстання Костюшки.

## Перебіг
Повстання розпочалося з моменту коли відділ генерала А. Войткевича зайняв м. Лібава і тим самим перервав сполучення між Прусією та Росією.
28 червня було урочисто проголошено акт повстання Курляндського князівства.
На придушення повстання були направлені російські сили під командуванням підполковника Ф.Козлаінова з наближенням яких поляки 11 липня залишили м. Лібава і відійшли у напрямку м. Дурбе.
8 серпня поляки повернули собі м. Лібава і почали переслідування відступаючих росіян у напрямку м. Мітава.
Кінець курляндському повстання поклала капітуляція м. Вільно 12 серпня.